# Halcurias capensis
Halcurias capensis är en havsanemonart som beskrevs av Oscar Henrik Carlgren 1928. Halcurias capensis ingår i släktet Halcurias och familjen Halcuriidae. Inga underarter finns listade i Catalogue of Life.